# Distretto di Bratislava IV
Il distretto di Bratislava IV (in lingua slovacca: Okres Bratislava IV) è un distretto della Slovacchia facente parte della regione di Bratislava. Si tratta di uno dei cinque distretti che compongono la città di Bratislava.

## Geografia antropica

### Suddivisioni amministrative
Il distretto è suddiviso in 6 quartieri, aventi autonomia amministrativa a livello di comune:
- Devín
- Devínska Nová Ves
- Dúbravka
- Karlova Ves
- Lamač
- Záhorská Bystrica